# Rubén Gil Pendón
Rubén Gil Pendón (Córdoba, 1929-Gerona, 30 de octubre de 2020) fue un pastor protestante, predicador, teólogo, periodista y escritor español, autor de numerosas obras de diversa índole, especialmente sobre temas de comunicación y periodismo.

## Biografía
Nacido en un humilde hogar andaluz, muy pronto encontró su vocación en los Evangelios, lo que le llevó desde 1949 a cursar estudios de teología en el Seminario Bautista Español (1951-1953). Fue periodista, licenciado en filosofía y letras en la rama de filología y graduado en humanidades contemporáneas. Doctor honoris causa por el Seminario Teológico Bautista de Brasil; doctor honoris causa por el Defenders Theological Seminary de Puerto Rico; Miembro de Honor de la Academia de Ciencias Humanísticas en República Dominicana y México; y ciudadano de Honor de la ciudad de Miami y de los estados de Florida y Texas, en los Estados Unidos. 
Por sus dotes como orador fue elegido evangelista de la World Gospel Crusades, labor que realizó hasta 1965 y que le llevó a viajar predicando por Europa y América. En 1966 tomó a su cargo el pastoreo de la Iglesia Bautista de Albacete, aunque antes ya había pastoreado la Iglesia Evangélica Bautista de Molins de Rey (Barcelona) y más tarde el de la Primera Iglesia Bautista de Alicante (1968-1972). Destacó en el ámbito evangélico español, llegando a ser elegido en 1974 Secretario Ejecutivo del Congreso Ibérico de Evangelización. Después fundó en Madrid el Tabernáculo Evangélico, una de las iglesias más florecientes de la capital de España. Durante esta época fundó y dirigió la revista Pueblo Protestante y el programa de radio Un desafío a la conciencia (Radio Intercontinental, Madrid). Considerado como uno de los predicadores contemporáneos más elocuentes del país y llamado por algunos «el Billy Graham español», recibió muchas invitaciones para ocupar el púlpito en iglesias de todas las denominaciones y para participar en campañas evangelísticas.
Ocupó el cargo de Director del ICC (Instituto de Comunicación Cristiana) y presidente de la Asociación Española de Prensa Evangélica (AEPE); asimismo fue pastor de la Iglesia Evangélica de La Escala (Gerona), donde prosiguió su labor como escritor de diversas obras en las que reflejaba su amplia experiencia y conocimiento del mundo evangélico.
En la mañana del 30 de octubre de 2020, falleció en el hospital Josep Trueta de Gerona.

## Obra
- 1994, Curso Práctico de Periodismo Evangélico (Editorial Clie). Compendio que, dividido en seis volúmenes, comprende un completo manual de Periodismo Evangélico.
  - Volumen 1, Periodismo, historia y teoría – Estudio sobre la historia del periodismo y repaso a la prensa generalista.
  - Volumen 2, Periodismo, técnica y desarrollo – Las técnicas del periodismo moderno.
  - Volumen 3, El otro Poder, Crónicas Periodísticas y su Ocasión – Contiene algunos de los muchos artículos del autor.
  - Volumen 4, Noticias que no mueren – Compendio de artículos publicados por los mejores autores del mundo evangélico.
  - Volumen 5, La Radio, proyección en la Iglesia – Experiencia del autor en el mundo radiofónico.
  - Volumen 6, La Televisión, una opción de futuro – Habla sobre las posibilidades del uso de la Televisión en el ámbito evangélico y revela los secretos para su uso eficaz.
- 1995,  Hacia una Predicación Comunicativa (Editorial Clie). Excelente obra en la que muestra las técnicas y mecanismos en el ámbito de la dialéctica y la comunicación, producto de la dilatada experiencia y conocimientos del autor en la materia, dirigida a predicadores y comunicadores tanto del mundo evangélico como de cualquier ámbito. En resumen, una obra imprescindible para el buen arte de hablar en público.
- 1998, Publicidad en la Biblia (Editorial Clie).Analiza las modernas técnicas de publicidad y relaciones públicas y las confronta con el texto bíblico, estableciendo pautas para utilizarlas, desde una perspectiva cristiana, a favor del ministerio.
- 2006, Diccionario de anécdotas, dichos, ilustraciones, locuciones y refranes (Editorial Clie). Su obra más reciente, un compendio de experiencias aplicadas a la oratoria.